# Чорнощир звичайний
Чорнощир звичайний, чорнощир нетреболистий (Iva xanthiifolia) — вид рослин з родини айстрових (Asteraceae), поширений у Канаді й США; натуралізований у Європі.

## Опис
Багаторічна трав'яниста рослина 15–200 см заввишки. Рослина з прямостійними стеблами й цільними супротивними черешковими яйцеподібними, на краю зубчастими листками, дуже рідко ланцетними або 3–5-лопатевими. Кошики 2–4 мм в діаметрі гетерогамні, у великих розгалужених волотистих суцвіттях. Крайових квіток 5, вони маточкові плодучі; серединні — двостатеві, з 5-лопатевим віночком, безплідні. Сім'янки видовжено-оберненояйцеподібні або клиноподібні, без чубчика. Листя: черешки 1–7(12+) см; пластини 6–12(20+) × 5–12(18+) см. Сім'янки розміром 2–2.5(3) мм. 2n = 36.

## Поширення
Поширений у Канаді й США; натуралізований у Європі.
В Україні вид зростає на рудеральних місцях, уздовж доріг, на берегах річок, каналів, особливо часто на залізничних насипах, зрідка на городах і в посівах. Адвентивна рослина — на всій території. Бур'ян.

## Використання
Настій або відвар рослини пили і використовували як примочки при лікуванні кашлю та грипу. Припарка з рослини використовувалася для лікування фурункулів.

## Галерея

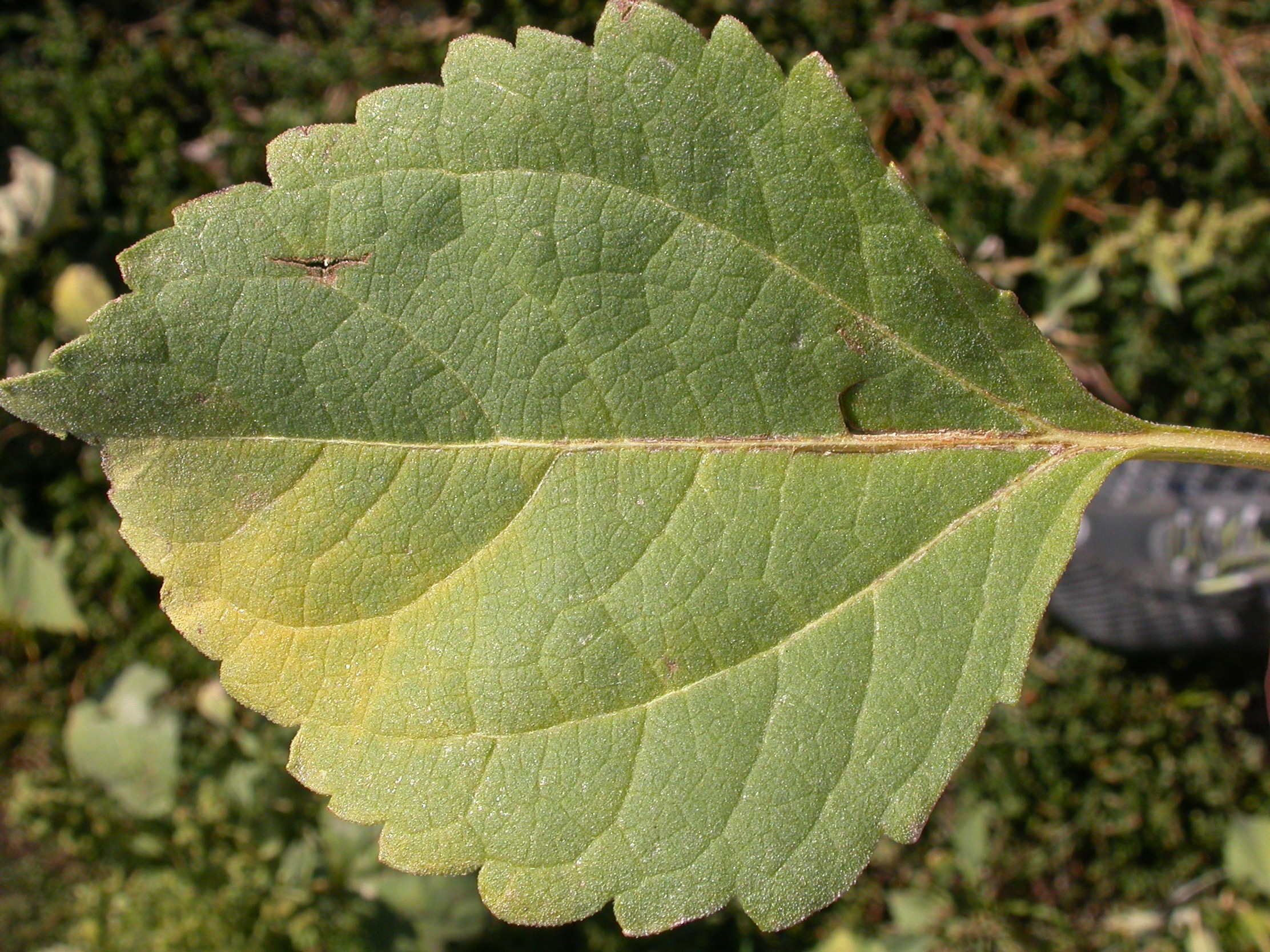
листок
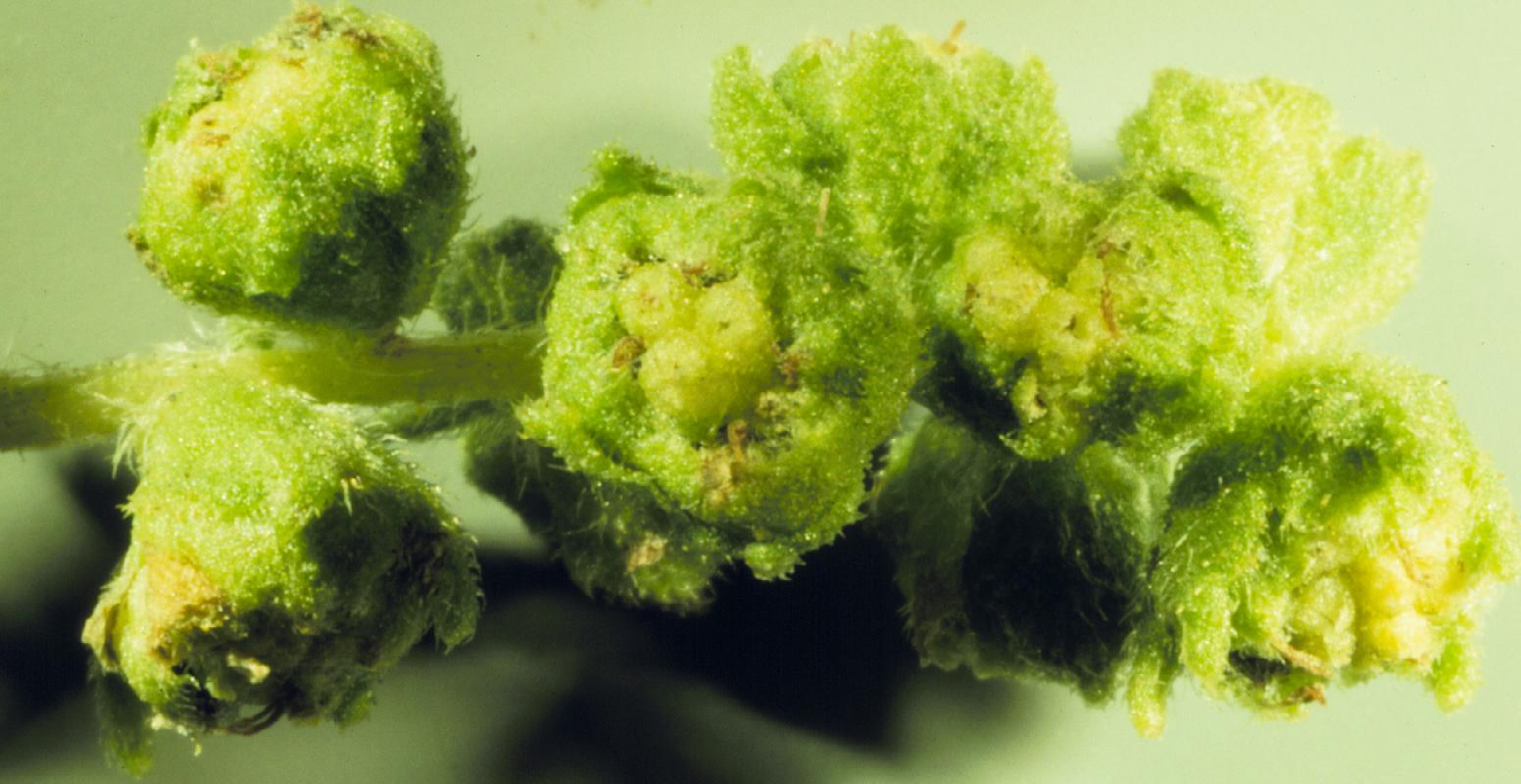
центральні білуваті дискові квіти — тичиночкові
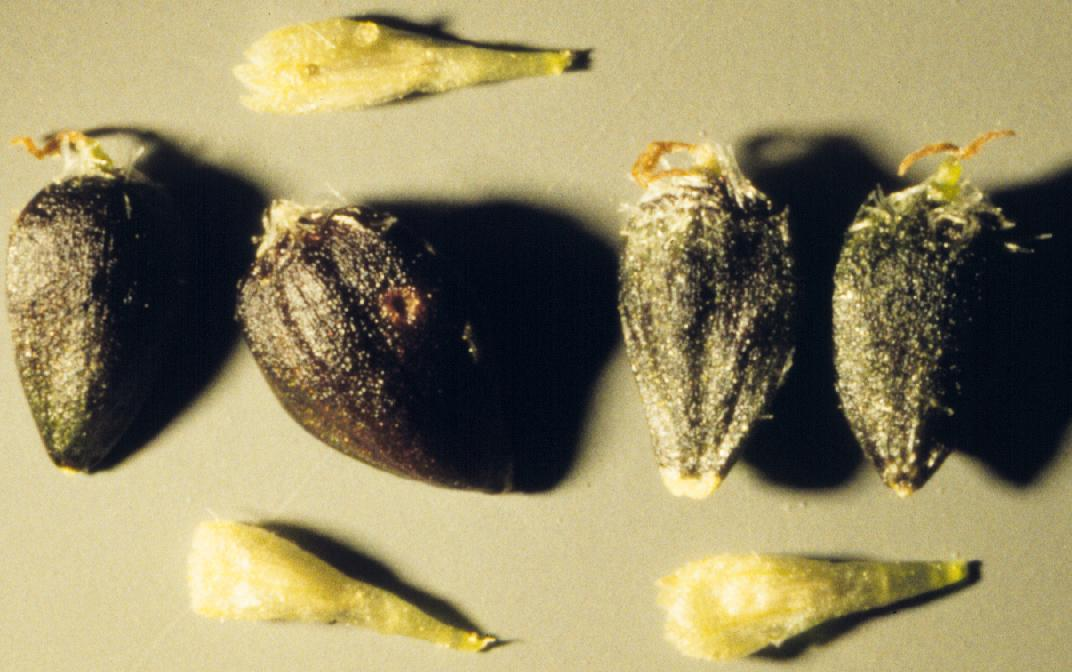
сім'янки
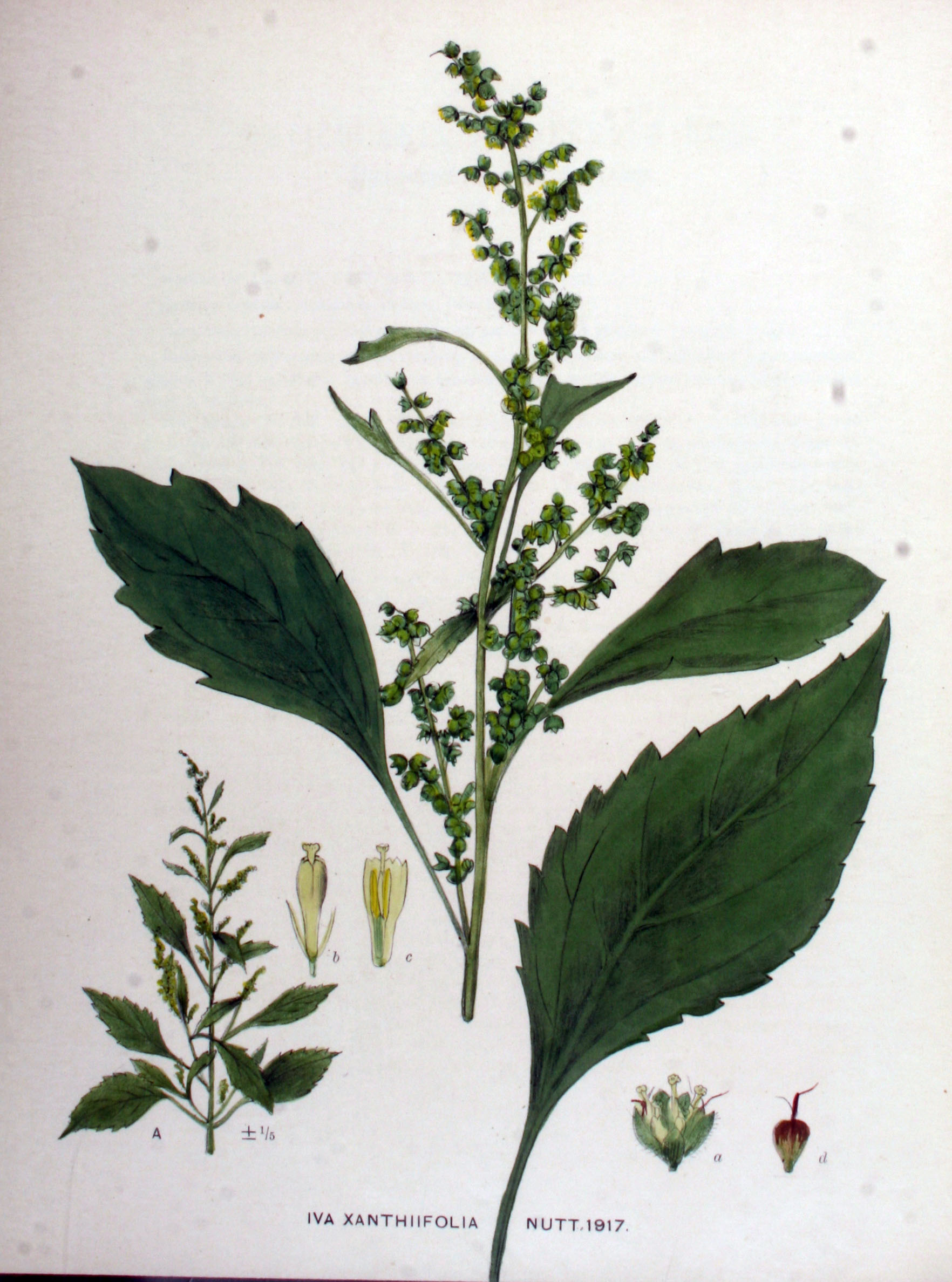
ілюстрація